# Ризос-Нерулос, Яковос
Яковос Ризос Неруло́с или Яковакис Ризос-Неруло́с (греч. Ιάκωβος Ρίζος Νερουλός, греч.  Ιακωβάκης Ρίζος Νερουλός, в российской литературе XIX века упоминается как Яковакис-Ризос Нерулос или  Яковаки-Ризо Неруло; 1778, Константинополь — 10 декабря 1849, там же) — греческий государственный деятель и поэт.

## Биография
Яковос Ризос-Нерулос родился в Константинополе в 1778 году в греческой (фанариотской) семье.
Отец его был образованным человеком и имел титул камарасис (Καμαράσης) то есть распорядитель казны, предположительно в Дунайских княжествах.
Его мать была из более знатного рода Ризосов. По этой причине, в дальнейшем, Яков решил избрать себе двойную фамилию «Ризос-Нерулос», противопоставляя её таким образом более древней, основной, ветви рода Ризосов-Рангависов.
Когда Яковос был ещё ребёнком его родители умерли и попечительство над сиротой принял его дядя, епископ Эфеса Самуил.
При поддержке дяди, Яковос получил образование эллиниста. Он также учился философии у Даниила Филиппидиса, французскому языку и математике у французского аббата Лафонтена.
В возрасте 20 лет он последовал за господарем Константином Ипсиланти в Молдавское княжество.
Немногим позже (1801), его дядя, Александр Суцос сменивший Ипсиланти на посту господаря Молдавии, назначил Якова своим посланником при Порте. После ухода Александра Суцу с поста господаря, Яков остался не у дел, пока новый господарь, Иоаннис Карадзас, не вернул его в Валахию и продвинул его последовательно на должности «великого постельника» и премьер-министра Валахии (Premier Ministre des Hospodars de Valachie)(1812—1818).
В 1813 году была опубликована комедия Ризоса-Нерулоса «Коракистика» (св. перевод Воронья речь), в которой он высмеивал языковые теории Адамантиоса Кораиса:Δ-308.
В 1817 году дочь господаря Валахии Карадзаса, Раллу, основала первый в Валахии (Румынии) театр, где наряду с пьесами Вольтера, Альфиери Христопулоса и Замбелиоса была поставлена пьеса Ризоса-Нерулоса:Δ-310.
Деятели греческой революционной организации Филики Этерия косвенным образом влияли на деятельность театра и постановка патриотических пьес греческих авторов содействовала их революционным целям. Среди этих пьес была «Аспасия» Ризоса-Нерулоса:Α-271.
Через 6 лет (1818) Карадзас также был отстранён. Ризос-Нерулос был назначен переводчиком при Великом драгумане в Константинополе.
В 1819 году Ризос-Нерулос последовал за новым господарем Михаилом Суцосом в Молдавию, где оставался до начала Греческой революции.

## Греческая революция
12 апреля 1820 года Александр Ипсиланти согласился возглавить «Этерию». Ризо-Нерулос, в своих последующих трудах, негативно отзывается о вожде гетеристов и именует его «самозванцем и наглецом»:Α-310.
В том же апреле 1820 года, будучи «великим постельником»(министром иностранных дел) господаря Молдавии Михаил Суцоса, Ризос-Нерулос был посвящён в «Этерию»:Α-369.
Одним из первых действий Ипсиланти стала встреча с, уже посвящённым в «Этерию», Ризос-Нерулосом, который приходился ему дальним родственником. Встреча состоялась в карантине приграничных Скулян.
Ипсиланти информировал Ризоса-Нерулоса о решениях принятых в Измаиле и попросил посвятить господаря в «Общество», с тем чтобы поднять Молдово-Валахию, пока он будет добираться, через Триест, в Мани.
Ризос-Нерулос согласился посвятить Михаил Суцоса в «Общество» и 15 ноября 1820 года своё обещание выполнил с успехом.
Однако неожиданно, 24 октября 1820 года, Ипсиланти принял решение не отправляться на Пелопоннес, но возглавить лично восстание в Молдово-Валахии и с собранными здесь силами пройти через Балканы в Грецию:Α-364.
Последующие события в Дунайских княжествах Ризос-Нерулос описал в своих «Histoire moderne de la Grece» и «Fragments historiques sur les événements relatifs à l’invasion d’Ypsilanti en Moldavie». Греческий историк А. Э. Вакалопулос считает Ризоса-Нерулоса «единственным официальным и достоверным свидетелем событий»:77.
22 февраля (по григорианскому календарю) 1821 года Александр Ипсиланти , с маленькой группой гетеристов , перешёл реку Прут и начал греческое восстание  с Придунайских княжеств .
Ипсиланти направился к молдавской столице городу Яссы.
Гетеристы разбудили консула России, который с удивлением услышал от них, что бывший адъютант царя возглавил восстание. В ту же ночь, в доме Ризоса-Нерулоса, состоялась встреча Ипсиланти с Суцосом. Господарь вручил Ипсиланти свою отставку, поскольку была объявлена война против турок, котοрые его и назначили на этот пост. Ипсиланти отставку не принял, советуя господарю действовать уже не в качестве представителя осман, а в качестве независимого князя.
Вмешательство Суцоса и Ризоса-Нерулоса спасло жизнь 40 пленным туркам из маленького гарнизона города:94.
Когда Суцос удалился Ипсиланти посвятил Ризоса-Нерулоса в свои планы, в числе которых было его намерение упразднить крепостное право в Дунайских княжествах.
Д.Фотиадис пишет, что услышав это «фанариот Ризос-Нерулос вздрогнул», заявив вождю гетеристов, что «в этом случае, ему будут противостоять не только местные бояре, но и церковь, не желая терять свои привилегии». Ипсиланти отказался от мысли возглавить не только национальную, но социальную революцию:Α-386.
То что более всего убедило последнего фанариота господаря принять участие в восстании, был тот факт, что «Общество» возглавил бывший адъютант императора, в силу чего Суцос поверил, что «всё происходящее, является плодом действий российской дипломатии или, как минимум, она (российская дипломатия) информирована о готовящемся»:Α-381.
Ризос-Нерулос описывает как Георгакис Олимпиос вовлёк в восстание своего друга валаха Тудора Владимиреску, которого Ризос-Нерулос именует «человеком без характера и принципов»:88.
Ризос-Нерулос в своей «Истории» обвиняет Ипсиланти в медлительности и нерешительности что способствовало амбициям и предательству Тудора Владимиреску и Саввы Каминариса.
Он также обвиняет его в том что окружил себя людьми без военного опыта вместо того чтобы предоставить руководство военными действиями опытному Георгакису Олимпиосу:104.
Ризос-Нерулос не принял участия в боях, но с отступлением гетеристов и опасаясь преследования осман, перебрался на российскую территорию.
Во время одного из последних сражений Придунайского этапа Освободительной войны Греции, в сражении при Скулени , на берегу Прута, Ризос-Нерулос, вместе с тысячами русских и молдаван, наблюдал с левого берега реки за «Леонидовым сражением», в котором, вместе с 375 своими бойцами, пал «новый Леонид », Афанасий Карпенисиотис.
Именно к Ризосу-Нерулосу, там, на берегу Прута, обратился генерал Инзов, Иван Никитич, со словами, «если бы у Ипсиланти было 10 тысяч таких как они, то он смог бы противостоять 40 тысячам турок»:Α-442.

## Швейцария
Поскольку Российский император Александр , следуя духу и букве Священного союза европейских государств, отмежевался от действий своего бывшего адъютанта, Александра Ипсиланти, и инструктировал армию и власти в Новороссии не только не оказывать помощь гетеристам, но и не предоставлять им убежище:49, Ризос-Нерулос покинул российскую Бессарабию.
В период 1822 −1825 он жил в итальянской Пизе .
В 1823 году он напечатал в Лейпциге свою Оду к эллинам (Ωδή προς Έλληνας), с явными архаическими тенденциями.
В 1826 году он обосновался в швейцарской Женеве.
В Женеве Яковос Нерулос читал на французском языке лекции по истории греческой литературы.
Здесь же он написал свою известную «Историю Греческой революции до 1825 года».
В Женеве он познакомился с бывшим министром иностранных дел России графом Иоанном Каподистрией.

## С Иоанном Каподистрией
С началом Греческой революции, Иоанн Каподистрия, министр иностранных дел России (1816—1822 год), будучи не в состоянии совместить свои чувства к Отечеству (Греции) с должностью царского министра, подал в отставку:115.
Каподистрия обосновался в Женеве, почётным гражданином которой он был. Здесь, среди швейцарцев, «которым он, в своё время, предоставил свободу, единство и лучшее будущее», Каподистрия развернул свою деятельность в поддержку сражающейся Греции:117.
В апреле 1827 года восставшие в Греции, не в последнюю очередь в силу междоусобиц, обратились к Каподистрии возглавить страну. Перемены на международной дипломатической арене позволили Каподистрии принять это предложение:123.
Объехав европейские столицы, Каподистрия в октябре вернулся в Женеву.
25 октября он отбыл в Италию, чтобы добраться в Грецию морем.
По прибытии в Турин, 29 октября, он узнал о состоявшемся неожиданно Наваринском морском сражении, что способствовало его задаче.
8 ноября он прибыл в Анкону, где оставался 8 недель в ожидании обещанного англичанами корабля.
Ризос-Нерулос был в числе 6 человек, сопровождавших Каподистрию.
25 декабря 1827 года на английском корабле «Wolf» группа отправилась на Керкиру, чтобы затем перебраться на Пелопоннес.
У острова Сасон группа была встречена британским линейным кораблём «Warspite». Последовала акция, похожая, по выражению греческого историка Д. Фотиадиса, на «похищение» и, вместо Керкиры, Каподистрия был доставлен на Мальту, где его ожидал адмирал Кодрингтон, Эдвард.
Кодрингтон продемонстрировал Каподистрии своё понимание Лондонских соглашений и полученных им от британского правительства инструкций, которым он собирался следовать:Δ-17.
Каподистрия прибыл в продолжавшую сражаться и полностью разрушенную страну, где, согласно заявлениям соответствующих министров, «крестьяне не сеют, поскольку не уверены, что соберут урожай», «торговец дрожит от налётов иноверцев и пиратов», «денег в казне нет, и казны тоже нет», «боеприпасов нет», «нет ни судей ни судов»:Δ-38.
В этот начальный период реорганизации государства Ризос-Нерулос был личным секретарём Каподистрии.
В конце июня 1829 года в Аргосе был созван Четвёртый Национальный конгресс.
Ризос-Нерулос был избран председателем Конгресса:Δ-141.
В правительстве, сформированном Каподистрией в сентябре 1829 года, Ризос-Нерулос был назначен Секретарём правительства и Министром иностранных дел:207.
Греческий историк Дионисиос Коккинос, с некоторой иронией, отмечает, что Каподистрия готовил свои указы на французском языке, на котором привык работать, будучи министром иностранных дел России, а затем Ризос-Нерулос переводил их на греческий:259.
При этом Яковос Нерулос принадлежал к так называемой французской партии:209.
В том же году Нерулос был назначен чрезвычайным комиссаром в Центральные Киклады:211.
Но вскоре после разногласий с Каподистрией Ризос-Нерулос отошёл от политических дел и поселился на острове Эгина.
В 1831 году Ризос-Нерулос примкнул к оппозиционному Каподистрии политическому фронту:279.

## В Греческом королевстве
После смерти Каподистрии Нерулос вернулся на политическую арену.
После установления монархии баварца короля Оттона Ризос-Нерулос принял в апреле 1833 года Министерство по делам церкви и образования:313.
В 1834 году в правительстве Иоанниса Колеттиса он принял Министерство иностранных дел и Министерство по делам церкви и образования.
В 1835 году в правительстве баварца Армансперга он принял Министерство иностранных дел и Министерство юстиции и вновь Министерство по делам церкви и образования.
В 1837 году в правительстве баварца Рудгарта он принял Министерство юстиции и вновь Министерство по делам церкви и образования:315.
В 1841 году в правительстве адмирала Антониоса Криезиса он принял Министерство иностранных дел и Министерство по делам церкви и образования:316.
С сентября 1835 года Ризос-Нерулос стал также членом Государственного совета:376.
В период монархии Оттона Ризос-Нерулос перешёл из так называемой «французской партии» к «английской партии»:406.
Во время Конституционной революции 1843 года Ризос-Нерулос был министром иностранных дел. В этом качестве его посетили, обеспокоенные судьбой монархии, послы Британии, Франции и России.
Ризос-Нерулос, с полным спокойствием, заявил им, что «Революция была всеобщей и неизбежной и, что ни он ни другие министры не могли оказать ей сопротивление»:398.
Ризос-Нерулос закончил свою карьеру в качестве посла Греческого королевства в своём родном Константинополе, где и умер в декабре 1849 года:458.

## Оценка государственной деятельности
Ризос-Нерулос стоит у истоков высшего образования в возрождённом греческом государстве.
При его министерском правлении был создан Афинский университет и организовано Афинское археологическое общество, в котором он стал первым президентом в 1837 году и оставался на этом посту многие годы.
В 1836 году он также принял участие в создании Общества друзей образования.
Он был также одним из десяти первых номархов (губернаторов областей): в 1833 году он был назначен номархом архипелага Киклады.

## Литературная деятельность
Ризос-Нерулос написал пьесы: «Воронья речь» (Κορακιστικα) в 1813 году в Константинополе, «Аспасия» (Ασπασία) в Вене в 1813 году и «Поликсена» (Πολυξένη) в Вене в 1814 году.
Английский историк Дуглас Дакин пишет, что хотя Ригас Фереос и Дионисий Соломос использовали в своих произведениях димотику, язык клефтских песен и народной Музы в языковой форме, которая развилась из средневекового греческого языка эпохи Византии, их наследники Калвос, Андреас, Суцос, Панайотис, Суцос, Александрос, Рангавис, Александрос Ризос, Ризос-Нерулос, Куманудис, Стефанос, братья Георгиос и Ахиллеас Парасхос, Роидис, Эммануил, Павлос Каллигас, Леон Мелас и другие писали свои романтические стихи, романы и рассказы или на какой либо из форм, которую приняла искусственная кафаревуса Кораиса, или в стиле традиций фанариотов.
В том что касается Ризоса-Нерулоса, английский историк вероятно ошибается, поскольку Д.Фотиадис напротив считает, что в «единственной незабытой сегодня пьесе Ризоса-Нерулоса „Коракистика“ -„Вороньи речи“, автор высмеивает языковые представления Кораиса, то есть кафаревусу»:Α-366.
Примечательно также что Ризос-Нерулос будучи сам фанариотом написал в 1815 году сатирическую поэму против фанариотов « Κούρκας άρπαγή» (Похищение индюшки).
В 1828 году Ризос-Нерулос издал также в Женеве свой курс лекций «Cours de la littérature grecque moderne».